# Брунов, Алексей Борисович
Алексе́й Бори́сович Бруно́в (р. 10 августа 1950 в Ленинграде) — российский бард, исполнитель песен, журналист, радиоведущий.
Учился в Лесотехнической академии, Ленинградском горном институте (окончил геологоразведочный факультет, 1977) и Московском государственном университете (1989). Основные специальности — инженер-геолог, инженер-геофизик.
Выступает как сольно (с 1970), так и в составе дуэтов и ансамблей:
- Ансамбль Ленинградского политехнического института (1970—1972)
- Дуэт с Вячеславом Вахратимовым (1971—1980).
- Дуэт с Галиной Богдановской (1980—1988)
- Дуэт с Николаем Простаковым (1987—1993)
- Ансамбль «Арбатская шпана» (1990—1992, музыкальный руководитель[3]) — лауреаты 3-го Всесоюзного фестиваля авторской песни в Киеве[1].